# حظر المساس
حظر المساس هي ممارسة اجتماعية دينية تقوم على نبذ جماعة أقلية بإقصائهم عن السياق العام بحكم العادات الاجتماعية أو الأحكام القانونية. وقد تكون الجماعة المقصاة جماعة رفضت تقاليد الجماعة الممارسة للإقصاء وتضم الجماعة المقصاة من الناحية التاريخية الأجانب والخدم في المنازل والقبائل الرحالة والخارجين عن القانون والمجرمين ومن يعانون من أمراض معدية. ولقد كان هذا الإقصاء وسيلة لعقاب الخارجين عن القانون وأيضًا لحماية المجتمعات التقليدية من العدوى المنقولة من الغرباء والمصابين. ويعرف الشخص المنتمي للجماعة المقصية بمسمى المنبوذ.
يرتبط هذا المصطلح عمومًا بمعاملة جماعات داليت الذين كانوا يعدون «جماعات فاسدة» بين شعوب جنوب آسيا، ولكن استخدم هذا المصطلح مع جماعات أخرى أيضًا مثل بوراكومين في اليابان أو كاجوتس في أوروبا أو الأخدام في اليمن. ولقد تم تجريم ممارسة حظر المساس في الهند بعد استقلالها وتم تمكين جماعات الداليت بصورة جوهرية، رغم استمرار بعض الاضطهاد لهم، لا سيما في المناطق الريفية التي تسيطر عليها جماعات الطوائف المنبوذة.

## حظر المساس في الواقع
تحرض روح النبذ الاجتماعي والإيمان بالطهارة والعدوى والاستقامة الذاتية التي تتميز بها بعض المجتمعات على ممارسة حظر المساس. فعلى سبيل المثال، لقد أصبح مسَلمًا به عمومًا أن جماعات داليت تلوث الناس وعند أكثر الدرجات انحدارًا في المجتمع في جنوب أسيا وفي العديد من الأوقات كانت جماعات الداليت تُمنع من الاشتراك في أية أعمال سوى التعامل مع جثث الموتى وإزالة الفضلات (انظر «الكسح اليدوي») وسحب ذبائح الحيوانات بعيدًا وسلخها ودبغ الجلود وتصنيع الأحذية وتصليحها وغسيل الملابس وإعدام المجرمين. وكان من المفترض أن يسكنوا خارج القرية بحيث لا يلوث وجودهم المادي القرية «الأساسية». ولم تكن تلك الجماعات مقيدة من حيث المكان فقط، ولكن كانت منازلهم أدنى درجة من حيث الصفة وكانت تخلو من أية مرافق مثل الماء والكهرباء. بيد أن حكومة الهند المستقلة أدخلت بعض الإجراءات مثل تقديم منازل منخفضة التكلفة أو مجانية وكهرباء مجانية لمن هم تحت خط الفقر، وكان الهدف من ذلك هو معالجة تلك المشكلات.
وفي المناطق الريفية في الهند، كانت جماعات الداليت تمنع أحيانًا من استخدام الآبار التي يستخدمها غير المنتمين لتلك الجماعات، وكان يحظر عليها الذهاب إلى الحلاقين ودخول المعابد، وعلى مستوى التعيين في الوظائف والعمل فمن المعروف أن الكثير من المنتمين لجماعات الداليت كانوا يحصلون على رواتب أقل بينما كانوا يؤمرون بالقيام بمعظم الأعمال الحقيرة، وكانوا نادرًا ما تتم ترقية أحدهم ما عدا في الحكومة في وظائف مخصصة لهم. أما في المدارس فكانت هناك حالات لأطفال من الداليت يُطلب منهم تنظيف دورات المياه وأن يتناولوا طعامهم بمنأى عن الآخرين، ورغم أن الحكومة كانت تتدخل بشكل صارم في تلك الحالات بمجرد أن تعلم بها وكانت تعاقب المعتدين.

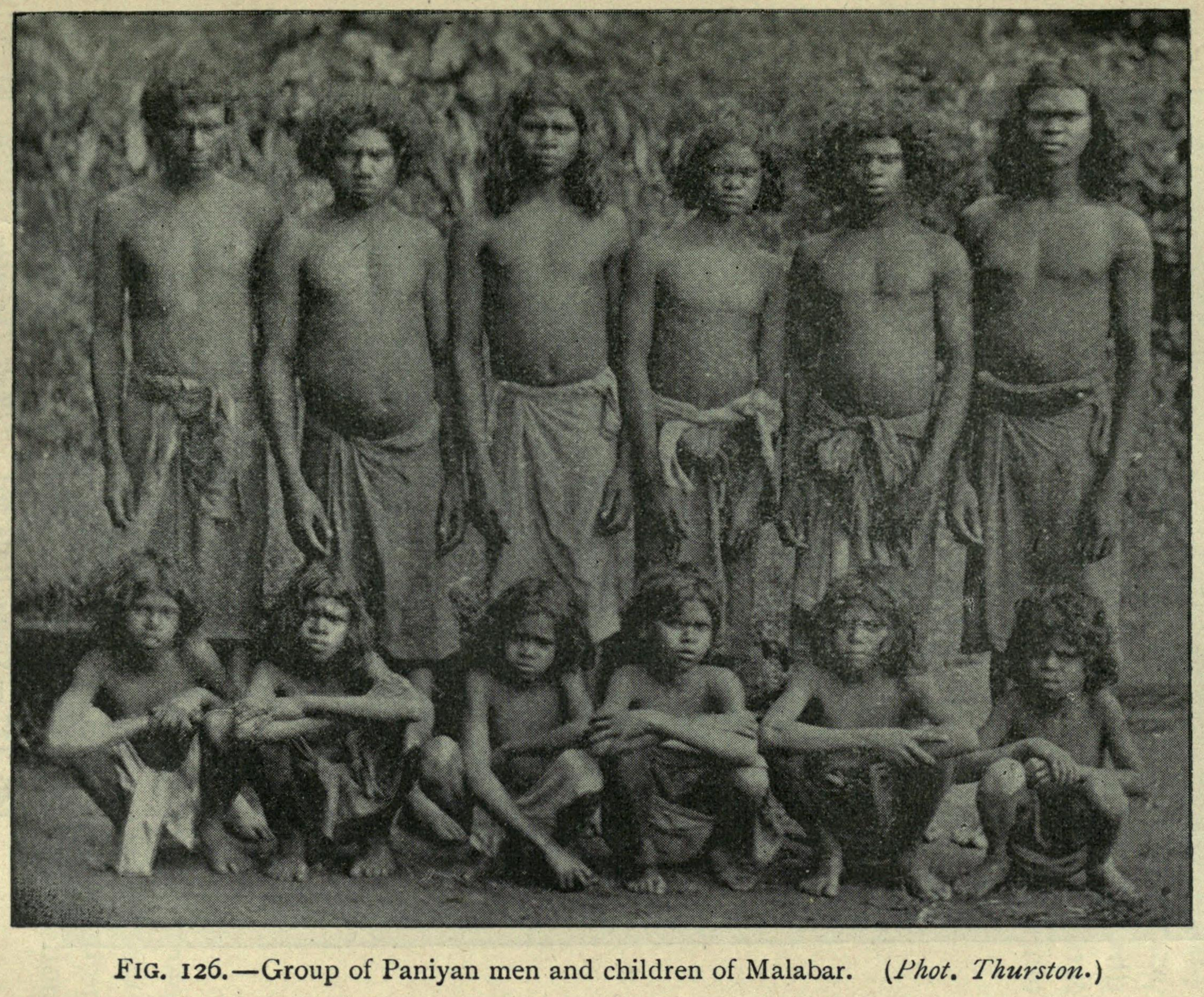
أفراد من المنبوذين في مالابار، كيرلا (1906).

### حظر المساس والتمييز
واجهت جماعات الداليت تحت اسم حظر المساس تمييزًا في العمل والمكانة على أيدي الطوائف المهيمنة. وتضم حالات التمييز هذه في مختلف الأماكن والأزمنة:
- حظر تناول الطعام مع أفراد الطائفة الآخرين
- تقديم أكواب منفصلة لأعضاء الداليت في مقاهي الشاي في القرية
- ترتيبات جلوس تمييزية استخدام أدوات طعام منفصلة في المطاعم
- الانعزال في ترتيبات الجلوس وتناول الطعام في أحداث القرية واحتفالاتها
- حظر دخول معابد القرية
- حظر ارتداء أحذية أو حمل مظلات أمام أعضاء الطائفة من علية القوم
- حظر دخول منازل غيرهم من الطائفة
- حظر ركوب الدراجات في القرية
- حظر استخدام طريق القرية العام
- أرض منفصلة لدفن الموتى
- عدم إمكانية الوصول إلى خصائص وموارد القرية العامة أو الخاصة (الآبار والبحيرات والمعابد وما إلى ذلك)
- عزل أطفال الداليت في المدارس (أماكن منفصلة للجلوس)
- أجور أقل من المعايير
- أعمال استرقاق
- المقاطعة الاجتماعية من قبل الطوائف الأخرى عند رفضهم القيام بـ «واجباتهم»

### إجراءات الحكومة في الهند
ألغى دستور الهند عام 1950 بصورة قانونية ممارسة حظر المساس ووضع إجراءات لـ التمييز الإيجابي في كل من المؤسسات التعليمية والخدمات العامة لجماعات الدالية وغيرها من الجماعات الاجتماعية في نظام الطوائف. ولقد عملت الهيئات الرسمية على إكمال تلك الإجراءات مثل الجمعية الوطنية للطوائف والقبائل المجدولة.
وعلى الرغم من ذلك وقعت حالات لاضطهاد الداليت في بعض المناطق الريفية، كما يتضح في أحداث مثل مذبحة خيرلانجي.

## الجماعات المنبوذة
- الأخدام في اليمن
- بوراكومين في اليابان
- بايكجيونج في كوريا
- كاجوت في فرنسا
- الداليت في جنوب آسيا
- راجيابا في التبت (انظر الطبقات الاجتماعية في التبت)